# هارون لوبيز
هارون لوبيز (بالإنجليزية: Aaron Lopez) هو رائد أعمال أمريكي، ولد في 1731 في لشبونة في البرتغال، وتوفي في 28 مايو 1782 بسبب غرق.